# 12027 Masaakitanaka
12027 Masaakitanaka è un asteroide della fascia principale. Scoperto nel 1997, presenta un'orbita caratterizzata da un semiasse maggiore pari a 2,4179615 UA e da un'eccentricità di 0,1660410, inclinata di 6,51342° rispetto all'eclittica.